# رئيس وزراء بنغلاديش
رئيس وزراء بنغلاديش (Bānlādēśēra pradhānamantrī)، رسميًا رئيس وزراء جمهورية بنغلاديش الشعبية (Gaṇaprajātantrī bānlādēśēra pradhānamantrī)، هو الرئيس التنفيذي لحكومة بنغلاديش. ويعتبر رئيس الوزراء والحكومة مسؤولين بشكل جماعي عن سياساتهم وأفعالهم أمام البرلمان وحزبهم السياسي وفي نهاية المطاف أمام الناخبين. يتم تعيين رئيس الوزراء رسميا من قبل رئيس بنغلاديش.
تولى الجيش هذا المنصب خلال الأعوام 1975-1978، 1982-1986 و1990-1991 بسبب الأحكام العرفية المفروضة. وفي كل من هذه الفترات، كانت قيادة الحكومة الوطنية خاضعة لسيطرة الجيش، في حين كانت السلطة التنفيذية من نصيب الرئيس ورئيس الوزراء. خلال الفترة ما بين 1996 و2008، مارس المستشار الرئيسي للحكومة المؤقتة سلطته بموجب الدستور بصفته رئيساً تنفيذياً لمدة 90 يوماً أثناء الفترة الانتقالية من حكومة منتخبة إلى أخرى. وترأس المستشار الرئيسي لجنة استشارية تضم عشرة مستشارين. وبصلاحيات تعادل تقريبا صلاحيات رئيس وزراء منتخب، كانت سلطته التنفيذية مقيدة ببعض القيود الدستورية. تم إلغاء هذا النظام في عام 2011 بموجب التعديل الخامس عشر للدستور للسماح لأي حكومة سياسية بإجراء انتخابات عامة في المستقبل. ومع ذلك، في 17 ديسمبر 2024، أعلنت المحكمة العليا في بنغلاديش أن التعديل الخامس عشر غير قانوني.
كانت الشيخة حسينة أطول رئيسة وزراء خدمة في تاريخ البلاد حتى استقالتها القسرية في 5 أغسطس 2024، مما ترك المنصب شاغرًا.

## ميعاد
وفقًا للدستور، يتم تعيين رئيس الوزراء من قبل الرئيس بناءً على نتيجة اختيار الناخبين في الانتخابات العامة البرلمانية التي تعقدها لجنة الانتخابات. سيكون رئيس الوزراء زعيم الحزب (أو الائتلاف) الأغلبية في جاتيا سانجساد ويجب أن يحظى بثقة جاتيا سانجساد للحكم. تتكون الحكومة من وزراء يختارهم رئيس الوزراء ويعينهم الرئيس. يجب أن يكون ما لا يقل عن 90٪ من الوزراء أعضاء في البرلمان. يمكن أن يكون 10٪ الآخرون خبراء غير أعضاء في البرلمان أو "تكنوقراط" غير مؤهلين بخلاف ذلك لانتخابهم أعضاء في البرلمان. وفقًا للدستور، يمكن للرئيس حل البرلمان بناءً على طلب كتابي من رئيس الوزراء. يجب أن يقوم الرئيس بتعيين رئيس الوزراء ووزراء الدولة الآخرين ونواب الوزراء: يجب تعيين ما لا يقل عن تسعة أعشار عددهم من بين أعضاء البرلمان، ولا يجوز اختيار أكثر من عُشر عددهم من الأشخاص المؤهلين للانتخاب كأعضاء في البرلمان.

## واجبات المكتب
يقع مكتب رئيس الوزراء في تيجاون بمدينة دكا. ويعتبر وزارة حكومية، ومن بين واجباته الأخرى تقديم الدعم الإداري والأمني وغير ذلك من أشكال الدعم لرئيس الوزراء، وإدارة شؤون الاستخبارات والمنظمات غير الحكومية، وتنظيم البروتوكول والاحتفالات.
بعض الوزارات/الإدارات المحددة لا يتم تخصيصها لأحد في مجلس الوزراء سوى رئيس الوزراء. عادة ما يكون رئيس الوزراء مسؤولاً دائمًا عن:
- رئيس مجلس النواب (المسؤول عن إدارة وتنظيم أعمال الحكومة في مجلس النواب )
- قسم مجلس الوزراء
- رئيس هيئة القوات المسلحة ووزير الدفاع
- وزير الكهرباء والطاقة والثروة المعدنية
- رئيس لجنة التخطيط
- مجتمع الاستخبارات ال بنغلاديشي

## التاريخ والجدول الزمني
تعود أصول بنغلاديش إلى البنغال، وهي إحدى مقاطعات الهند البريطانية التي شملت ولاية البنغال الغربية الحالية. بين عامي 1937 و1947، كانت البلاد تحكمها بشكل متقطع وزارة منتخبة شعبيا، وكان رئيسها في كثير من الأحيان يُعين من قبل رئيس وزراء البنغال. في عام 1947، تم تقسيم ولاية البنغال إلى ولاية البنغال الغربية الهندية وباكستان الشرقية. جميع رؤساء وزراء البنغال السابقين الثلاثة، أصبح كل من أبو القاسم فضل الحق، وخواجة نظيم الدين، وإتش إس سهروردي مواطنين باكستانيين؛ وأصبح الأخيران رئيسين لوزراء باكستان في الخمسينيات.
تميز تاريخ شرق باكستان من عام 1947 إلى عام 1971 بعدم الاستقرار السياسي والصعوبات الاقتصادية. وانهارت المؤسسات الديمقراطية الناشئة في مواجهة التدخل العسكري في عام 1958، وفرضت الحكومة الأحكام العرفية بين عامي 1958 و1962 ومرة أخرى بين عامي 1969 و1971. وفي الفترة بين عامي 1947 و1971، خضعت المنطقة لحكم متقطع من قِبَل المحافظين ورئيس وزراء شرق باكستان.

### الاستقلال والعصر البرلماني الأول (1971-1975)
تأسس منصب رئيس الوزراء الحديث في أعقاب إعلان استقلال باكستان الشرقية مع الحكومة المؤقتة لبنغلاديش في 17 أبريل 1971، حيث أصبح تاج الدين أحمد أول رئيس وزراء لبنغلاديش. منذ اعتماد الدستور الحالي لبنغلاديش في عام 1972، أصبح اللقب الرسمي للمنصب هو رئيس وزراء جمهورية بنغلاديش الشعبية.

### الانقلابات العسكرية والأنظمة الرئاسية (1975-1991)
من عام 1975 إلى عام 1991، كان رئيس الوزراء يُعين من قبل الرئيس بينما كانت السلطة التنفيذية لدى الرئيس.

### عودة الحكومة البرلمانية (1991-حتى الآن)
في سبتمبر 1991، وافق الناخبون على تعديلات على الدستور، مما أدى رسميًا إلى إنشاء نظام برلماني وإعادة السلطة الحاكمة إلى مكتب رئيس الوزراء، كما هو الحال في دستور بنغلاديش الأصلي. في أكتوبر 1991، انتخب أعضاء البرلمان رئيسًا جديدًا للدولة، الرئيس عبد الرحمن بيسواس.

#### رئاسة خالدة ضياء للوزراء (1991-1996، 2001-2006)
شغلت خالدة ضياء منصب رئيسة وزراء بنغلاديش مرتين من عام 1991 إلى عام 1996 ومن عام 2001 إلى عام 2006. وبمجرد وصولها إلى السلطة، أجرت حكومة خالدة ضياء تغييرات جوهرية في سياسة التعليم، حيث قدمت التعليم المجاني للفتيات حتى الصف العاشر، ومنحة دراسية للطالبات، وأموال برنامج الغذاء مقابل التعليم. كما خصصت أعلى مخصصات الميزانية لقطاع التعليم.
أصبحت رئيسة للوزراء للمرة الثانية على التوالي بعد أن حقق الحزب الوطني البنغلاديشي فوزًا ساحقًا في الانتخابات العامة التي جرت في 15 فبراير 1996 للمجلس السادس للبرلمان، والذي يُعتقد على نطاق واسع أنه شهد تزويرًا للأصوات بعد رشوة مفوض الانتخابات. لكن الانتخابات قوطعت من قبل جميع الأحزاب الرئيسية الأخرى التي كانت تطالب بإجراء الانتخابات تحت حكومة انتقالية محايدة، في أعقاب مزاعم بالتزوير في الانتخابات الفرعية التي عقدت في عام 1994. وقد قدرت نسبة المشاركة في الانتخابات بنحو 5%، على الرغم من أن الحكومة في ذلك الوقت زعمت أنها أعلى من ذلك بكثير. في انتخابات 12 يونيو 1996، خسر الحزب الوطني البنغلاديشي أمام حزب رابطة عوامي بزعامة حسينة، لكنه برز كأكبر حزب معارضة في تاريخ البرلمان في البلاد بحصوله على 116 مقعدًا.
بهدف العودة إلى السلطة، شكل الحزب الوطني البنغلاديشي تحالفًا من أربعة أحزاب في 6 يناير 1999 مع حزب الرأي السياسي السابق جاتيا، والحزب الإسلامي جماعة إسلامي بنغلاديش، وإسلامي أويكيا جوت، وأطلق العديد من برامج التحريض ضد حزب رابطة عوامي الحاكم. وفي الانتخابات العامة التي جرت عام 2001 فاز الحزب الوطني البنغلاديشي بالانتخابات بأغلبية الثلثين من مقاعد البرلمان و46% من الأصوات (مقارنة بـ 40%) لحزب المعارضة الرئيسي، وأدت خالدة ضياء اليمين الدستورية مرة أخرى كرئيسة وزراء لبنغلاديش.
في انتخابات عام 2008، واجهوا هزيمة ساحقة. فاز التحالف المكون من أربعة أحزاب بقيادة خالدة بـ 32 مقعدًا فقط وبرز كأصغر حزب معارضة في تاريخ البلاد البرلماني. فازوا بنسبة 32٪ فقط من إجمالي الأصوات بينما فاز منافسهم الرئيسي رابطة عوامي بأكثر من 50٪ من إجمالي الأصوات.
في الانتخابات العاشرة لمجلس النواب عام 2014، قاطع الحزب الوطني البنغلاديشي مع تحالفه الحزبي المكون من 18 حزبا الانتخابات واحتج بشدة دون جدوى.

#### الأزمة السياسية 2007 والحكومة المؤقتة
كانت الانتخابات المقرر إجراؤها في 22 يناير/كانون الثاني 2007 مليئة بالجدل. احتج حزب رابطة عوامي وحلفاؤه، قائلين إن الانتخابات لن تكون نزيهة بسبب التحيز المزعوم من جانب الحكومة المؤقتة لصالح خالدة ضياء والحزب الوطني البنغلاديشي. وطالبت حسينة رئيس الحكومة المؤقتة، الرئيس إياج الدين أحمد، بالاستقالة من منصبه، وفي 3 يناير/كانون الثاني 2007، أعلنت أن رابطة عوامي وحلفاءها سوف يقاطعون الانتخابات.  وفي وقت لاحق من الشهر، تدخل الجيش بقيادة القائد العام للجيش معين الدين أحمد، وطلب من الرئيس إياج الدين أحمد الاستقالة من منصبه كمستشار رئيسي. وأُمر أيضًا بإعلان حالة الطوارئ. تم تشكيل حكومة انتقالية جديدة يسيطر عليها الجيش مع فخر الدين أحمد كمستشار رئيسي. تم تأجيل الانتخابات البرلمانية المقررة.
في 12 يناير 2007، أدى الرئيس إياج الدين أحمد اليمين الدستورية أمام فخر الدين أحمد كمستشار رئيسي للحكومة المؤقتة. بالنسبة لبلد يُنظر إليه على نطاق واسع باعتباره أحد أكثر بلدان العالم فساداً، فإن الجانب الأكثر دراماتيكية في حكم فخر الدين أحمد هو حملته ضد الفساد ضد المؤسسة. حتى الآن، تم اعتقال أكثر من 160 من كبار السياسيين وكبار الموظفين المدنيين ومسؤولي الأمن للاشتباه في تورطهم في الفساد وجرائم اقتصادية أخرى. أسفرت الحملة عن اعتقال وزراء سابقين من الحزبين السياسيين الرئيسيين، من بينهم رئيستا الوزراء السابقتان خالدة ضياء والشيخة حسينة والمستشار السابق فضل الحق.
في 11 مايو/أيار 2017، أعلن مكتب رئيسة وزراء بنغلاديش حسينة واجد أن وزيرة الخارجية الأميركية هيلاري كلينتون اتصلت بمكتبها في مارس/آذار 2011 للمطالبة بإعادة محمد يونس، الحائز على جائزة نوبل للسلام عام 2006، إلى منصبه كرئيس لبنك الائتمان الأصغر، بنك جرامين. منحت مؤسسة جرامين أميركا غير الربحية التابعة للبنك والتي يرأسها يونس، ما بين 100 ألف و250 ألف دولار لمبادرة كلينتون العالمية. وقد تبرعت مؤسسة جرامين للأبحاث، التي يرأسها يونس، بمبلغ يتراوح بين 25 ألف دولار و50 ألف دولار، وفقاً لموقع مؤسسة كلينتون على الإنترنت.

#### رئاسة وزراء الشيخة حسينة (1996-2001، 2009-2024)
خسرت الشيخة حسينة أمام خالدة ضياء في الانتخابات البرلمانية عام 1991 بعد أن تمكنت من الفوز بـ 88 مقعدًا وجلس حزبها في مقاعد المعارضة. قاطعت الانتخابات التي جرت في 15 فبراير 1996، مما أدى إلى فوز خالدة ضياء بشكل تلقائي.
فازت رابطة عوامي بـ 146 مقعدًا في الانتخابات البرلمانية التي أجريت في 12 يونيو 1996. وكان دعم حزب جاتيا وعدد قليل من المرشحين المستقلين كافيا للحصول على 150 مقعدا أو أكثر، وهي المقاعد اللازمة للأغلبية المطلوبة. أدت حسينة اليمين الدستورية كرئيسة وزراء لبنغلاديش. وتعهدت بتشكيل حكومة وحدة وطنية. ورغم انضمام بعض الأحزاب الصغيرة وعدد قليل من الأفراد من الحزب الوطني البنغلاديشي إلى الحكومة، فإن الفجوة بين الحزبين السياسيين الرئيسيين وكذلك قادتهما ظلت كبيرة كما كانت دائما.
هُزم حزب رابطة عوامي في الانتخابات البرلمانية عام 2001. وقد فاز الحزب بـ 62 مقعداً فقط في البرلمان، بينما فاز التحالف الرباعي بقيادة الحزب القومي البنغلاديشي بأكثر من 200 مقعد، مما منحه أغلبية الثلثين في البرلمان. وقد هُزمت حسينة نفسها في دائرة انتخابية في رانجبور، التي كانت تضم مسقط رأس زوجها، لكنها فازت من ثلاثة مقاعد أخرى. رفضت الشيخة حسينة وحزب رابطة عوامي النتائج، زاعمين أن الانتخابات تم تزويرها بمساعدة الرئيس والحكومة المؤقتة. ومع ذلك، كان المجتمع الدولي راضيا إلى حد كبير عن الانتخابات، وتمكن تحالف الأحزاب الأربعة من تشكيل الحكومة.
في الانتخابات التي جرت في ديسمبر/كانون الأول 2008، حققت رابطة عوامي بقيادة الشيخة حسينة فوزاً ساحقاً، حيث حصلت على 230 مقعداً، مما منحها أغلبية الثلثين في البرلمان. لقد عقدت تحالفا مع حزب الشعب والجبهات اليسارية وفاز تحالفها الكبير بـ 252 مقعدا في البرلمان. أدت الشيخة حسينة اليمين الدستورية كرئيسة للوزراء في 6 يناير 2009. أصبحت رئيسة وزراء بنغلاديش بعد فوزها في الانتخابات التي جرت في 5 يناير/كانون الثاني 2014 عندما قاطع حزب بنغلاديش الوطني بزعامة خالدة ضياء الانتخابات العامة.
حصلت الشيخة حسينة على فترة ولاية رابعة كرئيسة للوزراء بعد فوزها في الانتخابات العامة عام 2018. أصبحت حسينة رئيسة الوزراء الأطول خدمة في بنغلاديش منذ الاستقلال.
بعد الاحتجاجات الوطنية ضد حكومة رابطة عوامي، في 5 أغسطس 2024، أُجبرت الشيخة حسينة على الاستقالة والفرار من بنغلاديش إلى الهند.

## التعويضات والمزايا
وفقًا لقانون رئيس الوزراء (المكافآت والامتيازات) لعام 2016، يبلغ راتب رئيس وزراء بنغلاديش مائة وخمسة عشر ألف تاكا شهريًا. بالإضافة إلى ذلك، يحصلون على إيجار منزل شهري قدره مائة وخمسة عشر ألف تاكا وبدل يومي قدره ثلاثة آلاف تاكا.